# Die Sims 3
Die Sims 3 (Eigenschreibweise Die Sims3) ist eine Lebenssimulation des Entwicklerstudios The Sims Studio. Publisher des am 4. Juni 2009 (Deutschland) bzw. am 2. Juni 2009 (USA) veröffentlichten Spiels ist Electronic Arts. Es ist der dritte Teil der Computerspielreihe Die Sims und der Nachfolger von Die Sims 2.
Im Herbst 2014 erschien schließlich der Nachfolger Die Sims 4 (angekündigt durch Electronic Arts und Maxis bereits am 6. Mai 2013).

## Spielprinzip
Die Spiele der Sims-Reihe sind Simulationen des Alltagslebens, bei denen der Mensch als „Sim“ bezeichnet wird. Der Spieler kann sich einen oder mehrere Sims erstellen und beschäftigt sich hauptsächlich mit alltäglichen Dingen wie beispielsweise Arbeiten, Freundschaften schließen, Freunde treffen, erste Liebe, Bedürfnisse (Essen, Spaß, Hygiene usw.) oder für die Familie sorgen. Es ist zudem auch möglich, Häuser zu planen, zu bauen und einzurichten. Es gibt verschiedene Karrieren, die der Sim einschlagen kann: Wissenschaft, Wirtschaft, Gastronomie, Journalismus, Politik, Medizin, Gesetzeshüter, Militär, Musik, Sport, Verbrecher und mehr.

## Neuerungen
In Die Sims 3 spielt man in einer offenen Nachbarschaft; die Ladezeit beim Wechsel von Grundstücken entfällt. Diese offene Nachbarschaft beinhaltet unter anderem Gemeinschaftsgrundstücke wie ein Fitnesscenter, verschiedene Läden und Restaurants sowie einen Stadtpark. Allerdings sind viele der Gemeinschaftsgebäude nur fertige Objekte, in denen die Sims einfach verschwinden und nicht interaktiv bedient werden können. Erstmals können nun Nachbarn in ihren Häusern besucht oder auf dem Weg in die Innenstadt angetroffen werden. Eine weitere Neuerung besteht darin, dass Kleidungsstücke und Möbel benutzerdefiniert eingefärbt und mit Mustern versehen werden können. Die Steuerung wurde ebenfalls verändert, der Spieler kann jetzt beispielsweise mit den Tasten W, A, S und D den Bildschirmausschnitt bewegen.
Es gibt jetzt sieben statt sechs Alterungsstufen, junger Erwachsener ist hinzugekommen.
Erwachsene Sims und Sims im Rentenalter können nun fünf Charaktermerkmale besitzen, Babys und Kleinkinder können zwei besitzen, Kinder drei und Teenager vier. Diese Charaktermerkmale (engl. traits) beeinflussen das Wunschsystem und die beruflichen Ziele der Sims sowie deren Sozialleben. Die Stimmung der Sims wird nun von sogenannten Moodlets angezeigt, wobei es immer noch Stimmungsbalken gibt. Außerdem gibt es jetzt nur noch sechs Bedürfnisse (Hunger, Hygiene, Harndrang, Sozial, Spaß und Energie; Umgebung und Komfort fallen weg, jedoch wird ein hoher Komfort- und/oder Umgebungswert als positives Moodlet wiedergegeben.).
Eine der größten Gameplayveränderungen sind Gelegenheiten. Dies sind Aufgaben, die die Sims abschließen können, um Belohnungen zu erhalten. Diese questähnlichen Aufgabenstellungen kommen nach dem Zufallsprinzip während des Spielverlaufs vor.

## Der Sims-3-Store
Das zweite Mal in der Sims-Geschichte gibt es einen offiziellen Online-Store (es gab ihn schon in Die Sims 2, aber nach Erscheinen von Die Sims 3 wurde er geschlossen). Dort können gegen sogenannte SimPoints neue Kleidung, Frisuren, Objekte und Möbelsets erworben werden. Diese SimPoints werden gegen reales Geld eingetauscht. Spieler, die Die Sims 3 online registrieren, erhalten kostenlosen Zugriff auf eine weitere Nachbarschaft namens Riverview.
Seit dem 10-jährigen Jubiläum von Die Sims bietet EA im Sims-3-Store kostenlose Spielobjekte zum Download an, welche aus den Spielen Die Sims und Die Sims 2 bekannt sind. Der Sims-3-Store wurde regelmäßig mit neuen Sets erweitert. Es wurden auch Objekte mit neuem Gameplay hinzugefügt, so zum Beispiel das Madame Gundelinde Grusels Zauberbuch, mit dem die Sims erstmals Zaubersprüche wie „Verwandele deine Mit-Sims zu Tieren“ (die als Hinweis zu Die Sims 3: Einfach tierisch dienen) erlernen konnten. Im Sims-3-Store wurden außerdem offizielle Welten von EA veröffentlicht, die man für SimPoints käuflich erwerben kann. Im August 2014 erfolgte die letzte Aktualisierung des Sims-3-Stores durch ein neues Set.
Kritisiert wurde, dass die Preise des Sims-3-Stores in Deutschland gegenüber den USA erheblich teurer sind. Seit dem 16. Dezember 2011 sind die Preise für SimPoints jedoch gesunken, so kosten 1.000 SimPoints nur noch sieben Euro statt wie bisher zehn Euro.

## Collector’s Edition
Die Collector’s Edition ist eine Sonderausgabe des Spiels. Diese beinhaltet die Standardspielversion Die Sims 3, einen 2-Gigabyte-USB-Stick im Diamant-Design namens Plumbob, ein Lösungsheftchen (ca. acht Seiten) mit Tipps und Tricks und einen Download-Code für einen exklusiven Sportwagen, der ins Spiel integriert werden kann.
Für Unmut bei den Käufern sorgte, dass die Collector’s Edition nicht wie angekündigt exklusiv SimPoints im Wert von zwölf Euro enthält, sondern auch die Käufer der Standardversion diese online einlösen können. Ebenfalls wurde das angeblich enthaltene Lösungsbuch kritisiert, da es sich dabei tatsächlich nur um ein kleines Heftchen mit Verweis auf das offizielle Lösungsbuch von Prima Games handelt. Der erhöhte Kaufpreis der Collector’s Edition sei daher nicht gerechtfertigt. Als Entschädigung für enttäuschte Käufer stellte EA jedem, der seine Collector’s Edition registrierte, weitere 500 SimPoints (Wert: fünf Euro) zur Verfügung.

## Veröffentlichung
Vorgesehen für die Veröffentlichung war der 20. Februar 2009. Electronic Arts verschob den Veröffentlichungstermin jedoch auf den 2. Juni 2009 in den USA und auf den 4. Juni 2009 in Deutschland. Laut EA wurden innerhalb der ersten Woche weltweit über 1,4 Millionen Exemplare von Die Sims 3 verkauft. Die Sims 3 wurde dadurch zugleich zum bis dahin erfolgreichsten PC-Verkaufsstart in der Geschichte von Electronic Arts. Ebenso verzeichnete man in der ersten Woche bereits sieben Millionen Downloads von User-Content.

### Erweiterungspakete
EA veröffentlichte insgesamt elf Erweiterungspakete, die das Spiel um neue Inhalte und Funktionen erweitern.
| Nr. | Deutscher Titel       | Originaltitel    | Veröffentlichung  | Beschreibung | Metascore | GameRankings |
| --- | --------------------- | ---------------- | ----------------- | --- | --------- | ------------ |
| 01  | Reiseabenteuer        | World Adventures | 19. November 2009 | Erlaubt das Reisen in drei neue Nachbarschaften: China (Shang Simla), Ägypten (Al Simhara) und Frankreich (Champs les Sims). Neue Spielelemente sind das Erkunden von Grüften und Mumien. Neue Fähigkeiten sind Nektarherstellung, Kampfkunst und Fotografie. | 81/100    | 82,7/100     |
| 02  | Traumkarrieren        | Ambitions        | 2. Juni 2010      | Sims können in neuen Karrieren wie Feuerwehrmann, Privatdetektiv, Architekt, Geisterjäger und Stylist während der Arbeit kontrolliert werden. Auch die Medizin-Karriere wurde auf diese Weise erweitert und es gibt eine neue (klassische) Bildungskarriere. Zudem sind neue Aktivitäten wie Tätowieren, Bildhauen und Erfinden enthalten. Auch kann jetzt Wäsche gewaschen werden. In Twinbrook, der neuen Stadt, können all diese Funktionen gleich benutzt werden. | 74/100    | 75,2/100     |
| 03  | Late Night            | Late Night       | 28. Oktober 2010  | Die Sims können nun das pulsierende Nachtleben entdecken. Neben den neuen Karrieren wie Bandmitglied, Regisseur oder Schauspieler gibt es auch als neues Spielelement den Vampir, bekannt aus Die Sims 2: Nightlife. In der neuen Nachbarschaft namens Bridgeport kann man sich im Nachtleben auch an den neuen Fähigkeiten Mixen, Schlagzeug, Bass und Klavier erfreuen. | 74/100    | 81,5/100     |
| 04  | Lebensfreude          | Generations      | 1. Juni 2011      | Enthält mehr Inhalte und Interaktionen mit Fokus auf die verschiedenen Altersstufen, z. B. Sandkästen und Baumhäuser, imaginäre Freunde, neue Schulformen, Streiche und Partys für jüngere Sims, Midlife Crisis für Erwachsene und Gehstöcke für Rentner. Neue Kaufobjekte sind unter anderem Kinderwagen, Hochbetten und Wendeltreppen. Als neue Karriere können Sims in ihrem Haus Kinder aus der Nachbarschaft betreuen. Eine weitere Neuerung ist die Anbindung des virtuellen Fotoalbums an Facebook, wodurch besondere Ereignisse im Spiel auf der Pinnwand in Facebook veröffentlicht werden können. | 70/100    | 74/100       |
| 05  | Einfach Tierisch      | Pets             | 20. Oktober 2011  | Fügt Hunde, Katzen, Pferde und Kleintiere wie Schlangen, Nager und Schildkröten als Haustiere hinzu. Selbst Vögel bereichern nun die Spielwelt. Hunde, Katzen und Pferde können vom Spieler selbst gesteuert werden. Außerdem gibt es neue Areale wie eine Hundewiese, ein Abenteuerspielplatz für Katzen oder ein Trainingsparcours für Spring- und Rennpferde. Hunde lassen sich beispielsweise zu Wachhunden trainieren und Katzen können als Mäusefänger eingesetzt werden. | 80/100    | 81,7/100     |
| 06  | Showtime              | Showtime         | 8. März 2012      | Die Sims können nun zum Superstar aufsteigen. Mit Jobs als Sänger, Akrobat, Zauberkünstler und DJ können sie zur Elite der Sims-Welt gehören. Mit dem neuen Feature SimPort können Spieler ihre Sims zu Freunden schicken und somit an Konzerten außerhalb des eigenen Spieles teilnehmen. Weiterhin können alle Errungenschaften auf Facebook veröffentlicht werden. | 71/100    | 77/100       |
| 07  | Supernatural          | Supernatural     | 6. September 2012 | Übernatürliche Wesen wie Hexen, Zauberer, Werwölfe, Vampire und Feen finden Einzug in Die Sims 3. Jedes Wesen hat seine eigenen Merkmale und einzigartige Interaktionen. Nun können die Sims magische Kräfte und mentale Fähigkeiten trainieren. Als neue Karrieremöglichkeit gibt es das Wahrsagen. Außerdem kann man entscheiden, welches Wesen man sein will, ob nun normaler Sim, oder z. B. ein Werwolf. | 72/100    | 77/100       |
| 08  | Jahreszeiten          | Seasons          | 15. November 2012 | Fügt Wettereffekte passend zu den einzelnen Jahreszeiten hinzu. Außerdem können die Sims neuen Sportarten wie Rollschuh/Schlittschuh laufen, Fußball und Snowboarden nachgehen. Es werden viele neue Interaktionen in saisonalen Festen wie Halloween oder Frühlingsmärkten hinzugefügt. Zudem können die Sims nun im Meer schwimmen. | 74/100    | 78/100       |
| 09  | Wildes Studentenleben | University Life  | 7. März 2013      | Die Sims haben nun die Möglichkeit, eine Universität zu besuchen, Verbindungen beizutreten und mit sozialen Gruppen zu experimentieren. Diese Universität ist im Stil der Yale University gehalten und bietet den Sims ein tolles, wildes und aufregendes Studentenleben. | 67/100    | 73/100       |
| 10  | Inselparadies         | Island Paradise  | 27. Juni 2013     | Das Leben auf Hausbooten oder das Einbuchen in Hotels ist nun möglich. In neuen tropischen Landschaften kann man nun auch tauchen gehen. Die Sims können nun eigene Hotel-Resorts aufbauen und verwalten. | 72/100    | 74,5/100     |
| 11  | Into the Future       | Into the Future  | 24. Oktober 2013  | Den Sims ist nun eine Reise in die Zukunft möglich. Dort können sie neuen Aktivitäten nachgehen, wie zum Beispiel mit dem Raketenrucksack oder mit dem Hoverboard durch die Gegend fahren. Unter anderem können die Sims auch ihre eigenen Nachfahren besuchen. | 80/100    | 83,0/100     |

### Accessoires-Packs
Neben den Erweiterungspaketen wurden auch insgesamt neun Accessoires-Packs angeboten. Diese umfassen ausschließlich Objekte wie Möbel oder Häuser.
| Nr. | Deutscher Titel               | Originaltitel                 | Veröffentlichung   | Beschreibung | GameRanking |
| --- | ----------------------------- | ----------------------------- | ------------------ | --- | ----------- |
| 1   | Luxus-Accessoires             | High-End Loft Stuff           | 4. Februar 2010    | Design-Möbel, Frisuren und neue Kleidung                                                                                       | 74,8/100    |
| 2   | Gib Gas-Accessoires           | Fast Lane Stuff               | 9. September 2010  | Neue Fahrzeuge, Frisuren, Kleider und Möbel                                                                                    | Unbekannt   |
| 3   | Design-Garten-Accessoires     | Outdoor Living Stuff          | 3. Februar 2011    | Neue Gartenmöbel sowie Whirlpools und Küche für den Außeneinsatz sowie verschiedene Feuerstellen, ferner Frisuren und Kleidung | Unbekannt   |
| 4   | Stadt-Accessoires             | Town Life Stuff               | 28. Juli 2011      | Neue Häuser, Kleider, Frisuren und Möbel                                                                                       | Unbekannt   |
| 5   | Traumsuite-Accessoires        | Master Suite Stuff            | 26. Januar 2012    | Luxuriöse Möbel, Frisuren und Kleidung                                                                                         | Unbekannt   |
| 6   | Katy Perry Süße Welt          | Katy Perry Sweet Treats Stuff | 7. Juni 2012       | Möbel, Dekorationen und Kleider in Katy Perrys realem Kleidungsstil, drei neue Schauplätze                                     | 93,0/100    |
| 7   | Diesel-Accessoires            | Diesel Stuff                  | 12. Juli 2012      | Bekleidung und Einrichtung aus Diesels Frühjahr-/Sommer-Kollektion 2012                                                        | 60,0/100    |
| 8   | 70er, 80er & 90er-Accessoires | 70s, 80s & 90s Stuff          | 24. Januar 2013    | Fügt Retro-Mode und -Möbel aus den 70er, 80er und 90er Jahren hinzu                                                            | 77,5/100    |
| 9   | Movie-Accessoires             | The Sims 3 Movie Stuff        | 12. September 2013 | Fügt dem Spiel drei neue Sets an Objekten hinzu, welche von weltberühmten Filmen inspiriert sind.                              | 70,0/100    |

### Konsolenversionen
Die Sims 3 wird auch für diverse Konsolen (PlayStation 3, Nintendo DS, Nintendo Wii, Nintendo 3DS und Xbox 360) angeboten. Die Konsolenversionen unterscheiden sich nicht nur von der PC-Version, sondern auch von Konsole zu Konsole. So gibt es bei der Playstation-3- und der Xbox-360-Version eine offene, frei begehbare Nachbarschaft, wie auch in der PC-Version. Das Wetter ist im Rahmen der Nintendo-Wii-Version hinzugekommen. Die Konsolenversionen enthalten außerdem viele neue Charaktereigenschaften und Karrieren. Dazu kommt auch die nur für Konsolen verfügbare Karma-Funktion. Über XBLA und über das PlayStation Network ist es möglich, seine Möbel, Sims und Grundstücke mit anderen Spielern auszutauschen.
| Konsole       | Veröffentlichung  | Neuerungen                                                                                        |
| ------------- | ----------------- | ------------------------------------------------------------------------------------------------- |
| PlayStation 3 | 28. Oktober 2010  | Karma-Kräfte, eigene Kreationen (Möbel, Grundstücke, Sims) über das PlayStation Network tauschbar |
| Nintendo DS   | 28. Oktober 2010  | Karma-Kräfte                                                                                      |
| Xbox 360      | 28. Oktober 2010  | Karma-Kräfte, eigene Kreationen (Möbel, Grundstücke, Sims) über XBL tauschbar                     |
| Nintendo Wii  | 11. November 2010 | Karma-Kräfte; exklusive Karrieren, Merkmale und Lebenswünsche; Wettereffekte                      |
| Nintendo 3DS  | 24. März 2011     | Karma-Kräfte, 3D-Unterstützung                                                                    |

## Rezeption
GameStar bewertet das Computerspiel für PC mit 90 von 100 Punkten und lobt es als „Feuerwerk an Witz und Kreativität“. Die Welt kritisiert, dass das Spiel eine einseitige Ideologie vertritt: „Das PC-Spiel zeigt den Alltag in einer seltsamen, kapitalistischen Welt, in der nur Leistung zählt. So inszeniert Sims 3 auch eine alte bürgerliche Qual.“